# يون هيون سيوك
يون هيون سيوك (بالكورية: 윤현석)‏ (و. 1984 – 2003 م) هو كاتب، ومغن، وكاتب سير ذاتية، وناشِط، وشاعر، وناشط حقوق الإنسان من كوريا الجنوبية . ولد في إنتشون .
توفي في سول .